# Pugili
Pugili (Púgiles) es una película italiana de 1995, dirigida y escrita por Lino Capolicchio. Está compuesta por cuatro episodios, y ambientada en el mundo del boxeo.

## Elenco
La película está interpretada por los siguientes actores:
- Pierfrancesco Favino
- Tiberio Mitri
- Franco Mescolini
- Gianfelice Imparato
- Duilio Loi
- Antonella Attili
- Bobby Rhodes